# 齐难
齐难（？—410年），五胡十六国时后秦姚兴时尚书仆射。

## 生平
齐难开始为姚苌属下征虏将军，姚苌与前秦皇帝苻登攻战，关陇豪杰多投靠苻登。齐难忠心不二，亲率精兵，於394年，随姚苌的儿子姚兴击败苻登，以功封侯。姚兴即位，以齐难为尚书左仆射，姚兴喜欢游猎，破坏农田。齐难不加劝谏，杜挺认为齐难无匡辅之益。403年，后凉天王吕隆迫于南凉，上表请求归附后秦，姚兴派齐难等受降，置戍凉州，处置得当。不久率军攻北凉不胜，与沮渠蒙逊结盟而回。408年，齐难率步骑二万攻讨夏王赫连勃勃，全军覆没，兵败被俘，410年，齐难谋叛，被赫连勃勃所杀。在今陕西乾县西北齐南村有齐难所筑的齐难城。